# 目黒良門
目黒 良門（めぐろ らもん、1961年- ）
専修大学経営学部教授。専門はグローバルマーケティング、東南アジア市場におけるマーケティング。

## 来歴
仙台市出身。札幌北高等学校卒業。早稲田大学法学部卒業。早稲田大学大学院社会科学研究科 修士課程修了。東京大学大学院工学系研究科先端学際工学専攻 博士課程単位取得退学。東京工科大学大学院アントレプレナー専攻 専攻長・教授等を経て現職。  
タイ国立開発行政研究院(NIDA) 客員教授。一般財団法人地域みらい創造財団評議員。その他、東京大学経済学部 非常勤講師(マーケティング)、東京工科大学デザイン学部 非常勤講師（マーケティング論、マネジメント）、株式会社ティー・ワイ・オー 社外取締役等を歴任。